# Germán Lopezarias
Germán Lopezarias Prieto (Madrid, 11 de junio de 1927-22 de septiembre de 2003) fue un periodista español.

## Biografía
Periodista, escritor, nacido en Madrid, nieto de juez, hijo del productor cinematográfico Germán López Prieto, cursa los primeros estudios y parte del bachillerato en el colegio del Pilar madrileño. En quinto curso cambia al colegio Alemán. Pasa posteriormente a la universidad para estudiar la carrera de Derecho, que simultanea con la de graduado social. Una grave enfermedad le interrumpe durante tres años los estudios durante ella, surge en él la vocación de escribir. Al reincorporarse a la vida normal se matricula en la Escuela Oficial de Periodismo de donde sale graduado en 1955.
En el año 1971, se casó con María Paz Palacios-Pelletier Chivite, y de su matrimonio nacieron sus cuatro hijos, Marta, Germán, Javier y David.

## Carrera profesional
Su carrera profesional la inició en el diario El Alcázar donde muy pronto le encargaron dos secciones diarias Juzgado de guardia y la Gran Vía se ríe, que mantuvo durante el tiempo que perteneció al periódico, gozando ambas de gran popularidad entre los lectores. De El Alcázar pasó a Ya en calidad de colaborador fijo para hacerse cargo de dos secciones Madrid confidencial y Cosas de la gente que publicó diariamente durante ocho años. Esta actividad la simultaneó con la de redactor-jefe fundador de la revista Ama y poco más tarde con la de director de Crítica.
En 1967 entró a formar parte de la redacción del diario Pueblo, donde desplegó una intensa actividad como enviado especial que ya había iniciado en El Alcázar con motivo del bautizo de la princesa Carolina de Mónaco, o la riada de Valencia, donde fue el primer periodista que entró en la capital levantina a las pocas horas de producirse la catástrofe regresando a Madrid esa misma noche con una información que al ser publicada al día siguiente hizo que El Alcázar alcanzase una de las mayores tiradas de prensa madrileña en esas fechas.
Como enviado especial recorrió el mundo viajando con más intensidad por Europa, América y África siendo este último continente donde consiguió sus mayores éxitos como corresponsal de guerra en el Congo, Biafra y Argelia y también los mayores sinsabores al ser detenido en Marruecos durante una visita de una comisión de la ONU al Sahara, incomunicado y expulsado de mala manera del país. Otros tantos a favor acumulables a su etapa de corresponsal de guerra los consiguió en Belfast y Berlín durante los días de mayor tensión en ambas capitales.
Cultivador en el diario Pueblo de las grandes series y la entrevista, protagonizaron sus trabajos personajes como el general Salam, Che Guevara, Christina Onassis, Joséphine Baker, Cole Porter, Fabiola de Bélgica, Carlos Hugo, Irene de los Países Bajos, María Teresa de Borbón-Parma, el nieto de Julio Verne, siendo tal vez su entrevista más difícil la realizada al general secesionista Odumegwu Ojukwu en su cuartel general de Biafra durante los últimos días de la guerra perdida.
Estando en el diario Pueblo fue llamado por Luis María Anson, entonces presidente de la Agencia EFE, para organizar la sección de Enviados Especiales al frente de la cual permaneció durante algún tiempo. Posteriormente y durante diez años desempeñó diversos cargos ejecutivos fundando con Juan Francisco Puch el Departamento de Televisión. Sus últimos puestos en EFE fueron la jefatura del Departamento de Gráfica y después la de Servicios Especiales. Al pasar Luis María Ansón a la dirección de ABC publicó una larga serie de entrevistas políticas en el dominical de dicho diario.
Comendador de la Orden de África, por su labor en el Sahara durante los últimos meses de presencia española, escribió doce obras de teatro de las cuales solo estrenó dos. Una El muñeco de trapo en el Teatro María Guerrero y El amor está debajo de una chistera en el Teatro Maravillas.
Finalista del premio Ramiro Calle con la novela Todo a punto para nacer, publicó después Un golpe de sangre. En su bibliografía hay más de veinte títulos, algunos de poesía como Alma bohemia y El ángel rebelde. Otros de crónicas como Del primer Ford al último tango, De la boina al IV plan (de desarrollo), y El Madrid del no pasarán y varios biográficos como Las siete y una noches de Platero II, Alcaldes de Madrid, Franco, la última batalla, y junto a  César de la Lama,  Morir en el Sahara. Vivió en Londres, París y Roma, ciudad esta última donde estuvo de corresponsal del diario Pueblo.
Director del periódico El Caso durante varios años. Editor de la revista ABE de la asociación de barman españoles. Editor y creador de Bullfighter, revista de toros en lengua inglesa. Colaborador en la SER del programa Cabalgata fin de semana de Bobby Deglané y José Luis Pécker y copresentador de un programa de actualidad en Radio Peninsular con su compañero y amigo Jesús María Amilibia.

## Obra literaria

### Libros publicados
- Las siete y una noches de Platero Segundo, Librería Ideas, 1957.
- Del primer Ford al último tango. CVS (Cindos-videosistemas, S.A.), 1974. ISBN 978-84-354-0005-3 ISBN 84-354-0005-0
- De la boina al IV plan (de desarrollo). Ediciones Sedmay, S.A., 1974. ISBN 978-84-7380-023-5 ISBN 84-7380-023-0
- Un golpe de sangre. Ediciones Sedmay, S.A., 1975. ISBN 978-84-7380-035-8 ISBN 84-7380-035-4
- Franco, la última batalla. AQ Ediciones, S.A., 1975. ISBN 978-84-7388-009-1 ISBN 84-7388-009-9
- Morir en el Sahara. AQ Ediciones, S.A.,1975. ISBN 978-84-7388-008-4 ISBN 84-7388-008-0
- El Madrid del ¡No Pasaran! (1936-1939). Editorial El Avapies, S.A., 1986. ISBN 978-84-86280-16-1 ISBN 84-86280-16-8
- Alcaldes de Madrid. Editorial El Avapies, S.A., 1994. ISBN 978-84-86280-88-8 ISBN 84-86280-88-5
- El Madrid del ¡No pasarán!. Ediciones La Librería, monográfico, reedición 2007.  ISBN 978-84-96470-55-2

### Poesía
- Alma Bohemia, Editorial Europa, 1950.
- El ángel rebelde, breve antología de influencias dividida en cuatro fases. Ediciones Ensayos, 1953.

### Teatro
- El muñeco de Trapo, (T.E.U. de periodismo) estrenada en abril de 1954  en el Teatro María Guerrero.
- El amor está debajo de una chistera, estrenada en septiembre de 1967  en el Teatro Maravillas.